# گابریلا ۳۵۵
سیارک ۳۵۵ (به انگلیسی: 355 Gabriella، نامگذاری:1893E) سیصد و پنجاه و پنجمین سیارک کشف شده‌است که در ۲۰ ژانویه ۱۸۹۳ و در نیس کشف شد.
قدر مطلق سیارک برابر ۱۰٫۴۰ است.